# Gilberto Flores (Fußballspieler, 2003)
Gilberto Ivan Flores Melgarejo (* 1. April 2003) ist ein paraguayischer Fußballspieler.

## Karriere

### Verein
Aus der U23 von Club Libertad ging Flores Anfang 2022 in die erste Mannschaft über. Sein Ligadebüt hatte er am 3. April 2022. Kurz darauf bekam er seinen ersten Einsatz in der Copa Libertadores gegen The Strongest. Anschließend wurde er für den Verlauf des Jahres 2024 an Sportivo Trinidense verliehen. Seit Ende Januar 2025 steht er beim US-amerikanischen MLS-Franchise FC Cincinnati unter Vertrag.

### Nationalmannschaft
Ab Juni 2022 bestritt er für die paraguayische U20 erste Freundschaftsspiele und nahm mit seiner Mannschaft an den Südamerikaspielen 2022 teil, wo diese den ersten Platz belegte. Ein paar Monate später gehörte er zum Kader bei der Südamerikameisterschaft 2023, wo er zwei Tore erzielte.
Im Dezember 2023 wurde er erstmals für die U23 für die Vorbereitung vor dem Qualifikationsturnier für Olympia nominiert. Dort kam er zwei Mal zum Einsatz. Bei dem Turnier selbst stand er in sechs von sieben Partien auf dem Platz. Am Ende landete er mit seinem Team auf dem ersten Platz der Endgruppe und qualifizierte sich so für die Spiele in Paris.